# Сьомкі
Сьомкі (пол. Siomki) — село в Польщі, у гміні Воля-Кшиштопорська Пйотрковського повіту Лодзинського воєводства.
Населення — 467 осіб (2011).
У 1975-1998 роках село належало до Пйотрковського воєводства.

## Демографія
Демографічна структура станом на 31 березня 2011 року:
|          | Загалом | Допрацездатний вік | Працездатний вік | Постпрацездатний вік |
| -------- | ------- | ------------------ | ---------------- | -------------------- |
| Чоловіки | 232     | 55                 | 161              | 16                   |
| Жінки    | 235     | 61                 | 134              | 40                   |
| Разом    | 467     | 116                | 295              | 56                   |